# روبرت برنات
روبرت برنات (بالإنجليزية: Robert Bernat)‏ هو عازف جاز وملحن أمريكي، ولد في 3 يوليو 1931 في جونستاون في الولايات المتحدة، وتوفي في 3 ديسمبر 1994 بسبب سرطان الرئة.

## وصلات خارجية
- روبرت برنات على موقع ميوزك برينز (الإنجليزية)
- روبرت برنات على موقع أول ميوزيك (الإنجليزية)
- روبرت برنات على موقع ديسكوغز (الإنجليزية)